# Gerd Brand (Politiker)
Gerd Brand (* 19. April 1973 in Tamsweg) ist ein ehemaliger österreichischer Politiker (bis Oktober 2018 SPÖ). Von 2009 bis 2019 war er Bürgermeister von St. Margarethen im Lungau und von 2015 bis 2018 Abgeordneter zum Salzburger Landtag.

## Leben
Gerd Brand besuchte nach der Volksschule in St. Margarethen im Lungau und der Hauptschule in St. Michael im Lungau die Polytechnische Schule in Tamsweg. Nach einem Probejahr absolvierte er eine dreijährige Lehre zum Maurer, die er 1992 abschloss. Anschließend war er bis 2002 als Maurergeselle und bis 2009 als Polier tätig. Von 2004 bis 2006 machte er eine Ausbildung zum Polier an der Bauakademie Salzburg. Ab 2009 war er Angestellter der SPÖ Salzburg.

## Politik
2009 wurde er Bürgermeister von St. Margarethen im Lungau, von 2014 bis 2018 war er zudem Bezirksparteivorsitzender der SPÖ im Lungau. Am 18. März 2015 wurde er in Nachfolge von Andreas Haitzer in der 15. Gesetzgebungsperiode als Abgeordneter zum Salzburger Landtag angelobt. Im Salzburger Landtag gehörte er dem Finanzausschuss, dem Ausschuss für Infrastruktur, Verkehr und Wohnen sowie dem Bildungs-, Schul-, Sport- und Kulturausschuss an.
Nach der Landtagswahl in Salzburg 2018 schied er aus dem Landtag aus. Im Oktober 2018 gab er seinen Parteiaustritt bekannt und trat von seiner Funktion als Lungauer SPÖ-Bezirksvorsitzender zurück. Diese Funktion übernahm interimistisch Franz Doppler. Bei den Gemeindevertretungs- und Bürgermeisterwahlen in Salzburg 2019 wurde Johann Lüftenegger (ÖVP) zu seinem Nachfolger als Bürgermeister gewählt.